# Boston-Marathon 1990
Der Boston-Marathon 1990 war die 94. Ausgabe der jährlich stattfindenden Laufveranstaltung in Boston, Vereinigte Staaten. Der Marathon fand am 16. April 1990 statt.
Bei den Männern gewann Gelindo Bordin in 2:08:19 h und bei den Frauen Rosa Mota in 2:25:24 h.

## Ergebnisse

### Männer
| Platz | Athlet             | Land                   | Zeit (h) |
| ----- | ------------------ | ---------------------- | -------- |
| 01    | Gelindo Bordin     | Italien                | 2:08:19  |
| 02    | Juma Ikangaa       | Tansania               | 2:09:52  |
| 03    | Rolando Vera       | Ecuador                | 2:10:46  |
| 04    | John Campbell      | Neuseeland             | 2:11:04  |
| 05    | Robert de Castella | Australien             | 2:11:28  |
| 06    | Isidro Rico        | Mexiko                 | 2:13:02  |
| 07    | Geoffrey Smith     | Vereinigtes Königreich | 2:13:38  |
| 08    | Salah Qoquaiche    | Marokko                | 2:13:53  |
| 09    | Futoshi Shinohara  | Japan                  | 2:14:10  |
| 10    | Philip O’Brien     | Vereinigtes Königreich | 2:14:21  |

### Frauen
| Platz | Athletin           | Land                   | Zeit (h) |
| ----- | ------------------ | ---------------------- | -------- |
| 01    | Rosa Mota          | Portugal               | 2:25:24  |
| 02    | Uta Pippig         | BR Deutschland         | 2:28:03  |
| 03    | Maria Trujillo     | Vereinigte Staaten     | 2:28:53  |
| 04    | Kamila Gradus      | Polen                  | 2:28:56  |
| 05    | Kim Jones          | Vereinigte Staaten     | 2:31:01  |
| 06    | Veronique Marot    | Vereinigtes Königreich | 2:31:09  |
| 07    | Soja Iwanowa       | Sowjetunion            | 2:31:15  |
| 08    | Ritva Lemettinen   | Finnland               | 2:38:44  |
| 09    | Dimitra Papaspirou | Griechenland           | 2:38:45  |
| 10    | Anne Roden         | Vereinigtes Königreich | 2:39:36  |